# Sport1 News
Sport1 News ist ein aktuelles Sport-Magazin des deutschen Privatsenders Sport1. Es wird momentan montags bis freitags um 19:30 Uhr ausgestrahlt. Die Sendung informiert über das Geschehen der Fußball-Bundesliga und weiteren Fußballwettbewerben, aber auch von anderen Sportarten wie Motorsport, Eishockey, Basketball, Volleyball, Handball, Darts, Boxen, Tennis, US-Sport und E-Sport. In der Sendung treten oft aus dem Sport bekannte Gäste auf.
Bis Juli 2019 hieß die Sendung Bundesliga Aktuell und berichtete während der laufenden Bundesliga-Saison ausschließlich über Fußball. Vor Internationalen Wettbewerben wurde die Sendung je nach dem stattfindenden Event auch unter den Namen EM aktuell bzw. WM aktuell ausgestrahlt.

## Moderation
Momentan wird die Sendung von Ruth Hofmann, Jochen Stutzky und Hartwig Thöne im Wechsel moderiert.
Nach der Programmreform 2013 bei Sport1 wurde die Sendung zwischenzeitlich im wöchentlichen Wechsel von zwei Hauptmoderatoren präsentiert. Ab der Bundesliga-Saison 2015/16 gab es außerdem eine Zusatzausgabe am Freitag um 23:30 Uhr. Auch Co-Moderatoren kamen zuweilen zum Einsatz, die Meldungen, Ergebnisse und Meinungen aus dem Internet in der Sendung präsentierten.

### Aktuelle Moderatoren
| Moderator      | seit |
| -------------- | ---- |
| Ruth Hofmann   | 2016 |
| Jochen Stutzky | 2015 |
| Hartwig Thöne  | 2020 |

### Frühere Moderatoren
| Moderator          | von  | bis  |
| ------------------ | ---- | ---- |
| Sascha Bandermann  | 2008 | 2009 |
| Frank Buschmann    | 2005 | 2013 |
| Jörg Dahlmann      | 2004 | 2009 |
| Markus Götz        | 2007 | 2009 |
| Klaus Gronewald    | 2003 | 2010 |
| Thomas Helmer      | 2009 | 2011 |
| Andrea Kaiser      | 2008 | 2011 |
| Dieter Könnes      | 2009 | 2011 |
| Laura Papendick    | 2019 | 2021 |
| Uli Pingel         | 2009 | 2011 |
| Nele Schenker      | 2015 | 2016 |
| Oliver Schwesinger | 2010 | 2019 |
| Jürgen Törkott     | 2003 | 2004 |

### Frühere Co-Moderatoren
| Moderator          | von  | bis  |
| ------------------ | ---- | ---- |
| Oliver Schwesinger | 2003 | 2010 |
| Steffi Brungs      | 2011 | 2013 |
| Jochen Stutzky     | 2013 | 2015 |